# Aharon Megged
Aharon Megged (ur. 10 sierpnia 1920 we Włocławku – 23 marca 2016 w Tel Awiwie) – izraelski pisarz, autor ponad 30 książek, w latach 1980-1987 prezes izraelskiego oddziału PEN Clubu. Wielokrotnie nagradzany, laureat Nagrody Bialika.